# Ulica Hugona Kołłątaja w Krakowie
Ulica Hugona Kołłątaja – ulica w Krakowie, w dzielnicy II Grzegórzki, na Wesołej.
Łączy ulicę Blich z ulicą św. Łazarza. Jest jednojezdniowa.

## Historia
Ulica w obecnym kształcie została wytyczona w latach dziewięćdziesiątych XIX wieku i początkowo nosiła nazwę ul. Józefa Poniatowskiego. W 1909 roku Rada Miasta Krakowa nadała ulicy nazwę Hugona Kołłątaja, polskiego polityka, publicysty oświeceniowego i pisarza politycznego.

## Zabudowa
Po południowej stronie ulicy:
- ul. Hugona Kołłątaja 3 – kamienica. Projektował Ludwik Gutman, 1912.
- ul. Hugona Kołłątaja 5 – kamienica. Projektował Henryk Lamensdorf, 1910.
- ul. Hugona Kołłątaja 9 – kamienica. Projektował Kazimierz Brzeziński, 1906.
- ul. Hugona Kołłątaja 11 (ul. św. Łazarza 1) – kamienica. Projektował Henryk Lamensdorf, 1909.

Po południowej stronie ulicy:
- ul. Hugona Kołłątaja 4 – kamienica, 1911.
- ul. Hugona Kołłątaja 6 – kamienica, 1898.
- ul. Hugona Kołłątaja 12 – kamienica. Projektował Henryk Lamensdorf, 1907.
- ul. Hugona Kołłątaja 14 – kamienica. Projektował Henryk Lamensdorf, 1907.

Opracowano na podstawie źródła: Gminnej ewidencji zabytków – Kraków.

## Galeria

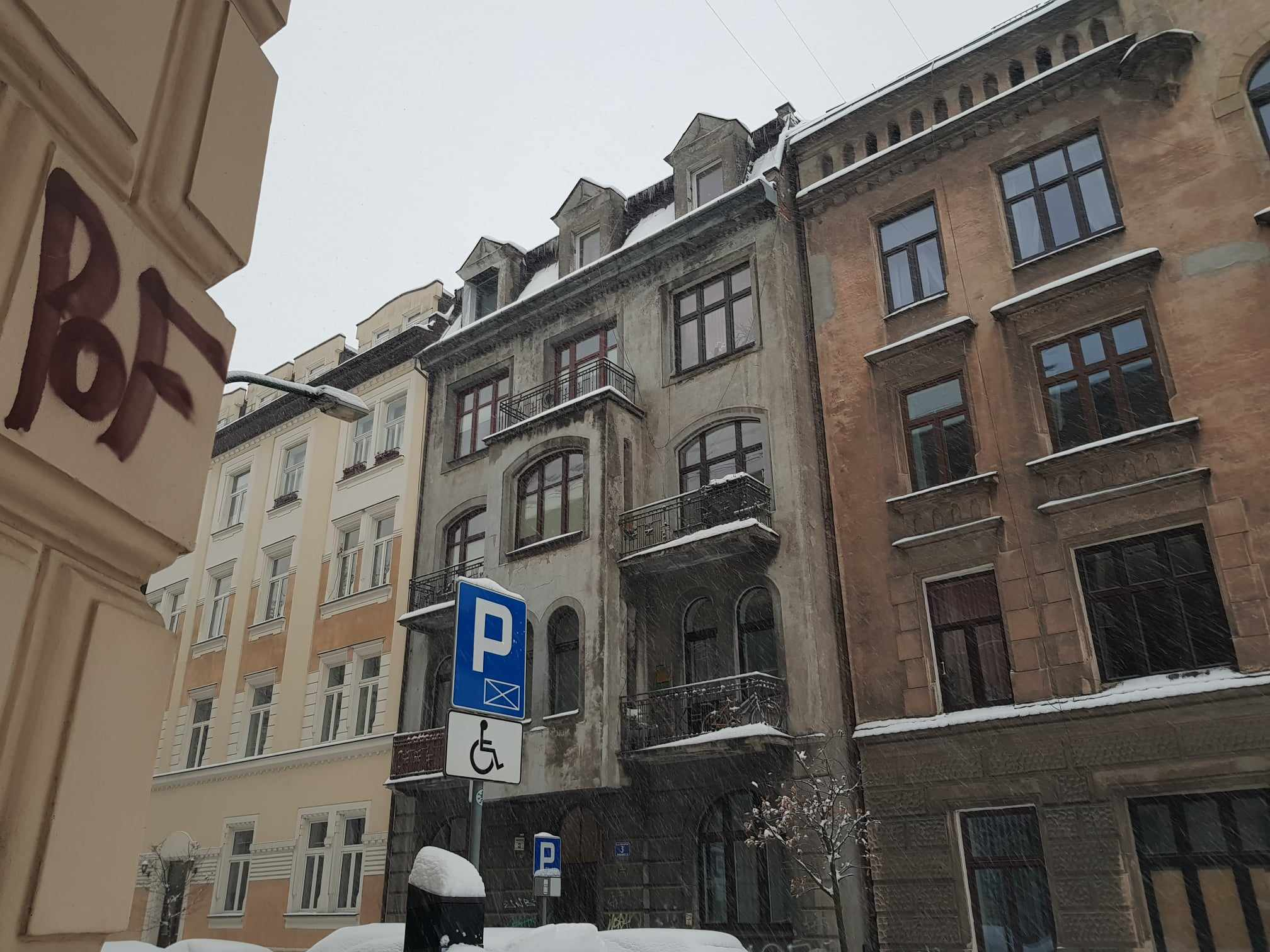
ul. Hugona Kołłątaja 3 Kamienica (proj. Ludwik Gutman, 1912)
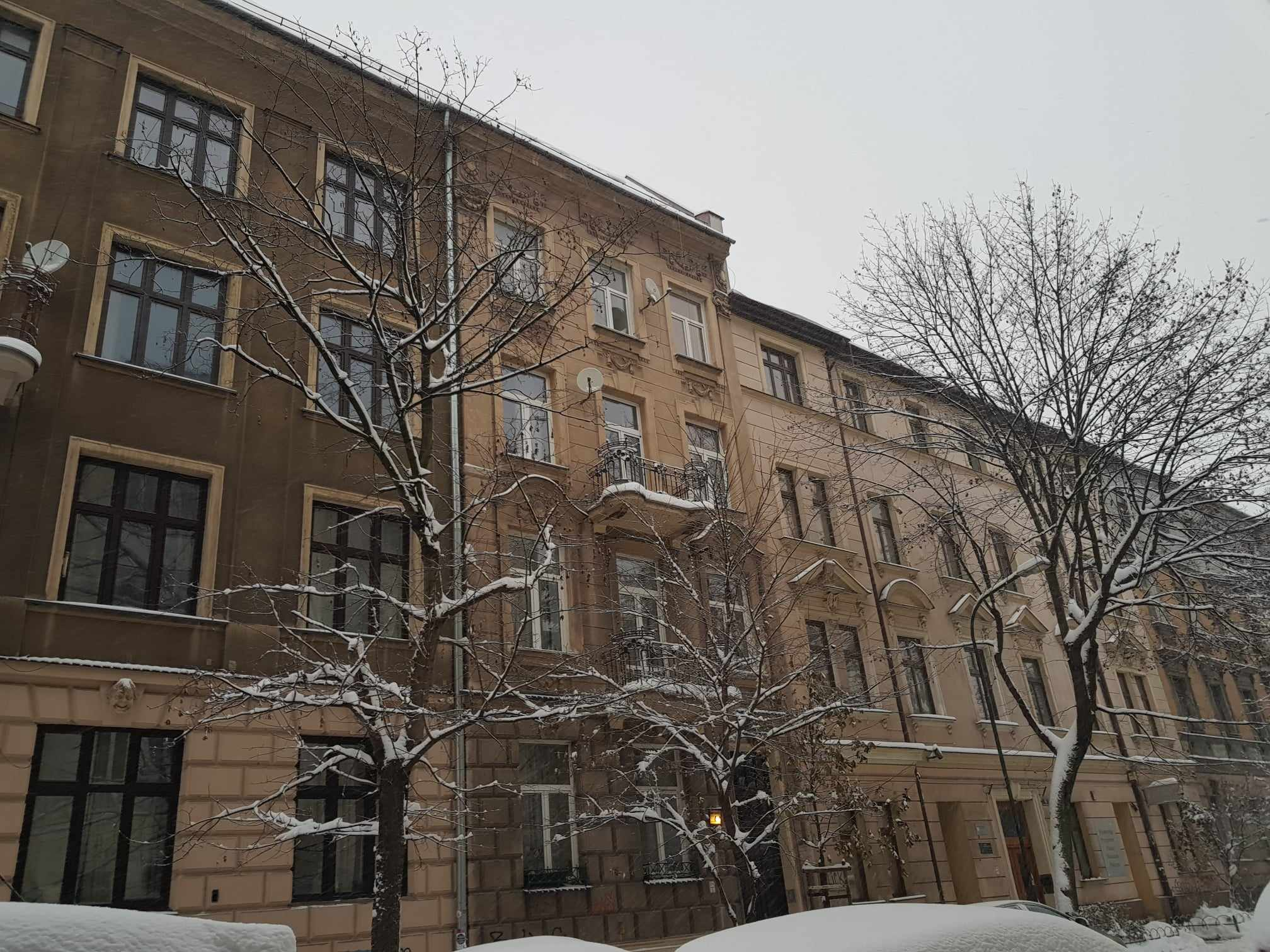
ul. Hugona Kołłątaja 4 Kamienica (1911)
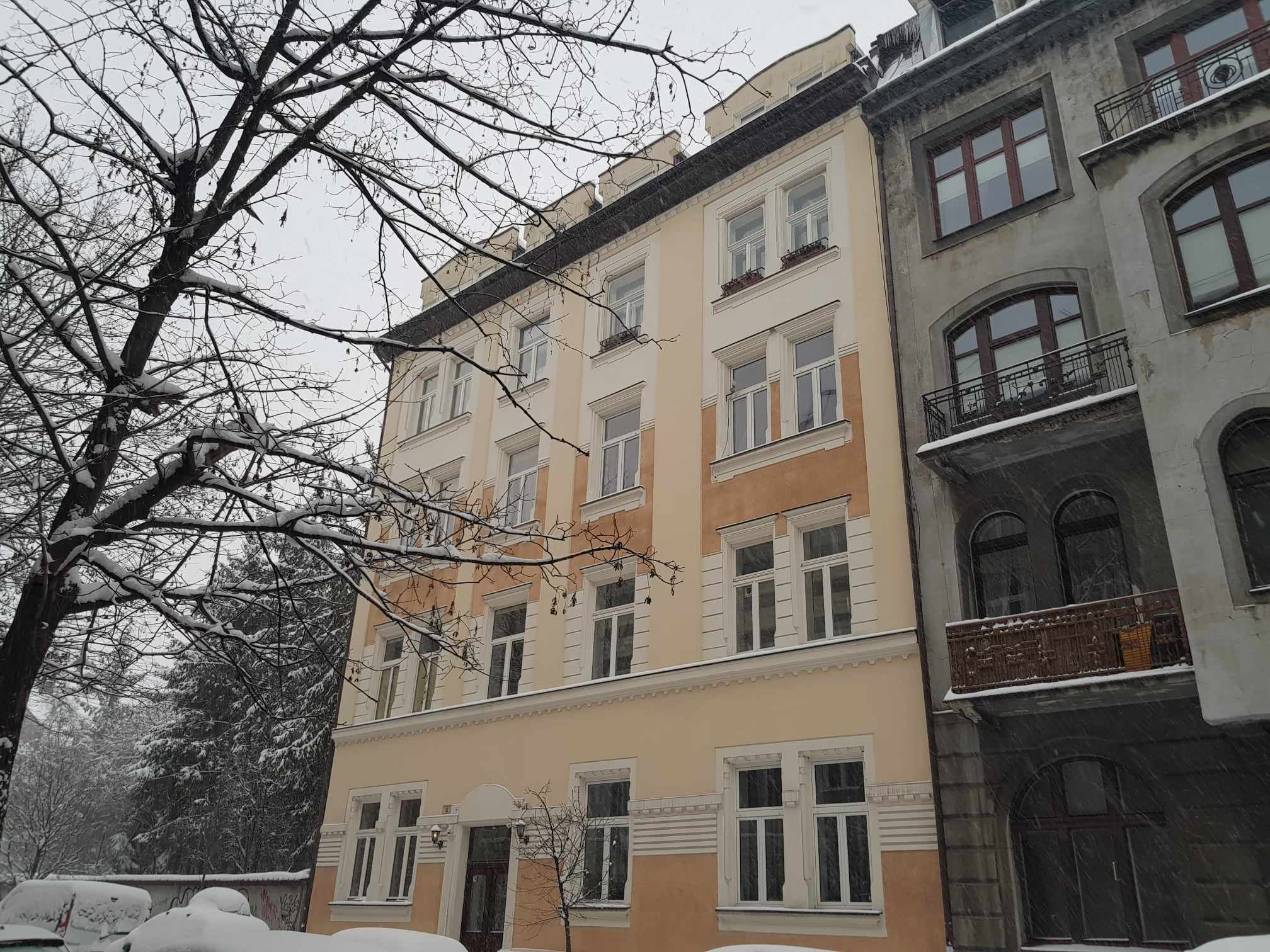
ul. Hugona Kołłątaja 5 Kamienica (proj. Henryk Lamensdorf, 1910)
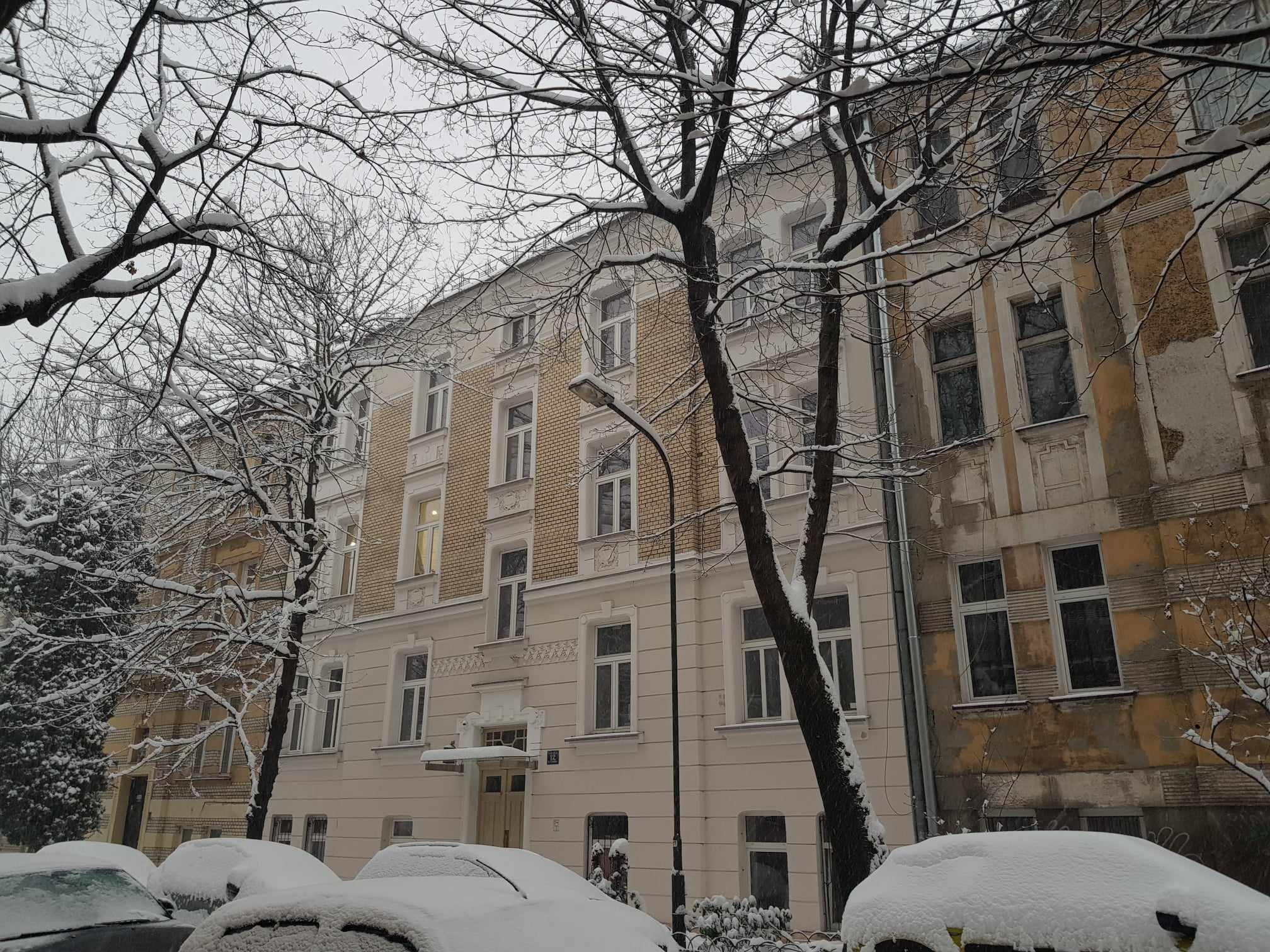
ul. Hugona Kołłątaja 12 Kamienica (proj. Henryk Lamensdorf, 1907)
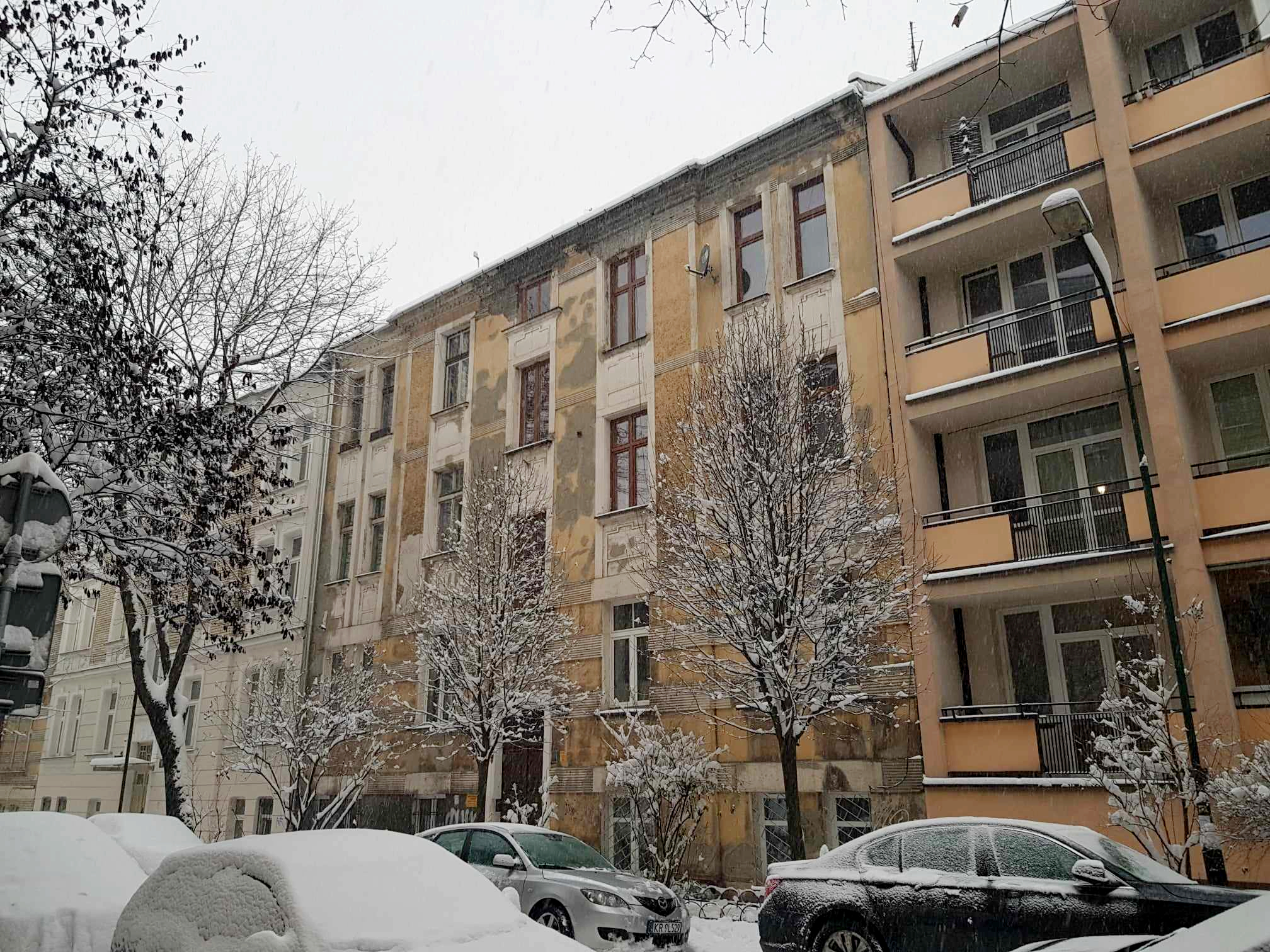
ul. Hugona Kołłątaja 14 Kamienica (proj. Henryk Lamensdorf, 1907)